# 欧洲E24公路
欧洲E24公路（E24）是欧洲的一条国际公路，全程在英国境内，起点为伯明翰，终点为伊普斯威奇，全长约254公里。

## 线路
欧洲E24公路穿过以下主要城市：

- 英国：伯明翰 - 剑桥 - 伊普斯威奇